# ミケーレ・グレコ
ミケーレ・グレコ（Michele "il Papa" Greco、1924年5月12日、チャクッリ - 2008年2月13日、ローマ）は、イタリアのシチリア・マフィアの構成員である。パレルモ市内の農業地のチャクッリからクローチェヴェルデにかけて悪の帝国を築いたが、複数の殺人罪により服役中の2008年に死亡した。
マフィア・ファミリーの調停役をしていたことから「法王 (il "Papa")」とあだ名されていた。グレコの自宅地下には秘密会議が行われていた洞窟があり、そこでは殺人が行なわれたともいわれる。

## プロフィール
代々クローチェヴェルデに住む農地管理人の家に生まれた。グレーコ家は果樹園に巣食う典型的なマフィアでチャクッリとクロセヴェルデ・ジアルディニに縄張りを持つ有力なマフィア一族だった。家族的結束が強く果樹園のマフィアの中でも特に恐れられていた。しかし、親類同士で「血で血を洗う」抗争をしたことでも有名な一家である。
16歳になるとクレー射撃場に通い、射撃の腕を上げオリンピック候補にもなったという。しかし、彼のクレー射撃の目的はオリンピック出場ではなく、上流階級の人たちとの交流だった。この時代は裕福な人しかクレー射撃は出来なかった。
ミケーレは青年時代から上流階級と付き合い紳士として成長し、父の農地管理人を継いだ。

### 力の拡大
父のジュゼッペ・グレコ（中尉というあだ名があり、クローチェヴェルデの帝王として君臨し恐れられた農地管理人）が亡くなったあと、グレコはクロセヴェルデ・ジアルディニの地区頭領(mandamento)となった。1958年頃に作られた最初のシチリア・マフィアコミッションの初代"書記官"であったサルヴァトーレ・"Ciaschiteddu"・グレコのいとこであった。
ミケーレ・グレコは彼の所有する広大な地所であるラ・ファヴァレッラにて、政治家や銀行家等の名士を招いてはワインや食事でもてなし、彼らと友好関係を結んでいた。また、彼の地所は逃亡中のマフィア達の潜伏先として、そしてヘロインの製造所などに使われていた。
グレコはパレルモ周辺のファミリーと手を組み、パレルモの水道設備の大半を支配下に治めていた。彼は、自分の所有地にある井戸を採掘する為の資金を政府からの融資で賄っていた。
法律によれば、地主は彼らの自身の私用使用のために井戸を持つことは許されており、そこから産出された余分な水は公衆の物であるとされていた。しかしながら、パレルモ市は市全体に給水する為の水のうち3分の1をグレコ及び他のボス達から購入する契約を定期的に結んでいた。夏場に、水不足が深刻化し灌漑用水が不足していた時、グレコは法外な値段で水を売りつけた。永続的な水不足は、マフィアらと市役所にいる彼らの友人らによりコントロールされていた。
他にグレコが行った不正な金儲けには、柑橘類などの農作物を破棄した代わりに受け取る補助金をECから集めていた事が挙げられる。それまで彼は一度も農作物を作った事が無かったのにである。ECは農作物の価格維持の為に、農作物を破棄した農家に補助金を支払っていた。彼はこれを悪用し、記録文書を偽造し、ECの調査官に賄賂を支払っていた。

### パペット・ボス
彼がマフィアのボスとして本格的に活動し始めたのは70年代に入ってからと思われる。75年にチャクッリのファミリーの代表として、マフィアコミッション(Cupola)に出たりし、議長だったガエターノ・バダラメンティが追放された後の1978年には最高幹部会議長になり、組織の頂点に上り詰めた。捜査当局はグレコがマフィアを指揮していると当初は気が付かなかった。気づいたのは80年代に入ってからで、それまでは温厚な田舎の紳士と思われていた。
コルレオーネを拠点とするコルレオーネシ(Corleonesi)が密かに勢力を拡大する中、グレコは委員会では中立的な態度をとっていた。しかしルチアーノ・リッジョのライバルの排除に積極的に協力したという。
1981年、マフィアのボス、ステファノ・ボンターデとサルヴァトーレ・インツェリッロは第二次マフィア戦争の最中にグレコにより殺害された。グレコはステファノ・ボンターデ殺害後、彼のファミリーをコミッションでの彼の位置を利用して間接的にコントロールした。彼はボンターデ・ファミリーのメンバーらを自分の屋敷へと招待し、招待されたメンバーのうち、何名かはグレコに対し疑いの目を抱き行かなかったが、少なくとも11人のメンバーらはグレコの招きに応じ、そのまま二度と帰ってこなかった（彼らは殺害され、酸で溶かされたと見られる）。2つのファミリーへの殺人は81年に101人、82年に150人の死者を出すほどすさまじいものであった。
結局のところ、コミッション議長になる前から、ミケーレ・グレコはサルヴァトーレ・リイナらコルレオーネシと手を結んでいた。リイナはガエターノ・パダラメンティを追放する為に、グレコのコミッション内での位置を利用していた。そして、リイナがボンターデの殺害を指示したあと、リイナはグレコにボンターデ・ファミリーを乗っ取らせて、インツェリッロファミリーと共にアメリカへのヘロイン流通路を管理させていた。
グレコの屋敷への死の招待に応じなかった男のうちの1人は、サルヴァトーレ・コントルノであった。マフィア戦争が勃発したとき、彼は、身の危険を感じて隠れた。その後、グレコの甥でありコルレオーネシの殺し屋であるジュゼッペ・"ピーノ"・グレコ（1985年にリイナの差し金により抹殺される）の待ち伏せに遭ったが、かろうじて死を免れることが出来た。
彼は当局とグレコらから身を隠している間に、警察に匿名の手紙を送った。それにはマフィアのメンバーや各派閥そしてマフィア内部での錯綜した状況などの情報が記されていた。コントルノは1983年に逮捕され、その翌年、彼も先に当局側に転向したトンマーゾ・ブシェッタの様に当局への情報提供者となった。
ライバルを消した後は、マフィアを取り締まっていた捜査当局に対して対決をする。共産党員のピオ・ラ・トッレ議員、カルロ・アルベルト・ダッラ・キエーザ将軍などを暗殺し、イタリア中を震撼させた。ところが捜査当局は当時まだミケーレ・グレーコをマフィアの大物だという事実をつかんでいなかったと言う。
コントルノの手紙により、警察当局にとって衝撃的だったのは、ミケーレ・グレコがマフィア内でかなり高い地位にいるという事実だった。以前は、彼は長年続くマフィアの一族であったが、秘密主義的で疑わしいほどの高収入な地主であるというぐらいにしか思われていなかった。
グレコは古くから続くマフィア一族の有力なボスだった。しかし、彼の犯罪歴の後半を見てみると、彼はサルヴァトーレ・リイナの傀儡に過ぎなかったと思える。トンマーゾ・ブシェッタによれば、「彼の(マフィアとしては）大人しくて気弱な性格は、リイナにとっては操り人形にするのに都合がよかった」という。また、幾度と繰り返されたマフィア・ファミリー同士の会合において、グレコはリイナが意見を言うたびに、リイナの意見に全て同意するかのごとく、うなずいていたともブシェッタは述べた。

### 捜査と捕獲
1980年代になるとコルレオーネシの勢力が拡大し、グレコも彼らに従わざるを得ない状況になり、他のマフィアからはコルレオーネシの言いなり、「無力の法王」と呼ばれたりもしていたという。
1982年7月、サルヴァトーレ・コントルノによる匿名の情報に基づいて、警察署長のアントニーノ・"ニンニ"・カッサラは162人のマフィア構成員を逮捕する為、彼らの調査報告書を作成した。この調査報告書は非公式なものではあったが、「ミケーレ・グレコ＋161」という名で知られていた。そのリポートはタイトルが示すようにグレコに対して重点が置かれている事を示していた。
1985年8月6日、カッサラ署長と彼のボディガードのジョヴァンニ・レルカラは、自宅前にて妻が見ているところを、15人の暗殺チームにより殺害された。虐殺と言っていいほどの酷い惨状に彼の妻は大きなショックを受けた。彼の作成した「ミケーレ・グレコ＋161」は、後に開かれるマフィア大裁判へと繋がっていく捜査活動の開始点となった。その裁判において、マフィアの中枢を取り仕切るボス達は、大量の犯罪行為に対する容疑者として裁判にかけられた。
1983年7月9日、ジョヴァンニ・ファルコーネ判事から、1982年9月3日に暗殺されたパレルモ知事カルロ・アルベルト・ダッラ・キエーザ将軍の事件に対する殺人容疑とその他14件の事件に対して、彼の兄弟のサルヴァトーレ・グレコ、サルヴァトーレ・リイナ、ベルナルド・プロヴェンツァーノ、そしてベネデット・"ニット"・サンタパオラらと共に起訴された。
その後、グレコは4年間行方をくらませていたが、1986年2月20日にカッカモ村で逮捕された。そして、彼は10日前に始まっていたマフィア大裁判の被告席に加わった。裁判において、ミケーレ・グレコは、1983年7月29日に車に仕掛けられた爆弾で死亡した反マフィア治安判事ロッコ・キンニーチ及び二名の彼のボディガードと巻き添えになった被害者(キンニーチのアパートのコンシェルジュ)計4人を含む83件の殺人に対する容疑者として告発された。
グレコは、他の容疑者達と同様に、自分は完全に無実であり、マフィアについては何も知らないと証言台で主張した。そして彼は、自分が正直な一市民であり、名士であることを示すためか、かって彼が所有する邸宅に元検察官や署長等招いていたことのある名士達全ての名前を挙げて自慢した。また、グレコは、ステファノ・ボンターデがしばしば彼の所有地で狩猟していたことは認めた。そして「ボンターデが暗殺される数日前の聖金曜日に、ボンターデと共に休日を過ごしていた」と述べ、彼と親しかった自分がボンターデ暗殺に関与していない事を強く主張した。
1987年12月16日の裁判終結時、彼は全ての告発に対し有罪となり、終身刑を言い渡された。この時、彼は63歳であった。
グレコは1991年2月27日に訴えが認められ一旦釈放された。しかし、イタリア司法省刑事局局長になったジョヴァンニ・ファルコーネはグレコと他のマフィア構成員達を再度監禁することを命令した。そして、グレコは1992年2月、再逮捕され再び刑務所に戻ることになった。
2008年2月13日、ローマにある刑務所内にて肺癌のため死亡した（83歳没）。

## 参照
1. ↑  Italy: Mafia 'Pope' dies in Rome clinic, Adnkronos international 2008年2月13日付
2. ↑  Imprisoned ex-top Mafia boss Michele Greco is dead at 84, International Herald Tribune, 2008年2月13日付